# Saint-Romain-de-Lerps
Saint-Romain-de-Lerps è un comune francese di 745 abitanti situato nel dipartimento dell'Ardèche della regione dell'Alvernia-Rodano-Alpi.

## Società

### Evoluzione demografica
Abitanti censiti